# Panicum madipirense
Panicum madipirense är en gräsart som beskrevs av Carl Christian Mez. Panicum madipirense ingår i släktet vipphirser, och familjen gräs. Inga underarter finns listade i Catalogue of Life.